# Romano Gazzera
Romano Gazzera (Cirié, 18 agosto 1906 – Torino, 24 maggio 1985) è stato un pittore italiano, considerato il caposcuola della pittura neofloreale.

## Biografia
Figlio di Pietro Gazzera e Bianca Gerardi, la sua passione per la pittura inizia in giovane età; si laurea in lettere e giurisprudenza per assecondare il padre ed esercita la professione di avvocato per pochi anni, prima di dedicarsi completamente alla sua passione.
A metà degli Anni Venti visita musei e gallerie in tutta Europa, soffermandosi particolarmente a Parigi. Dal 1929 inizia a partecipare a importanti manifestazioni del settore, tra cui la prima Quadriennale nazionale di Roma. La fama gli giunge nel 1941 a Milano, dove in una esposizione personale evidenzia la sua opposizione alla pittura del "Novecento". Nel 1943 espone nel salone d'onore della IV Quadriennale nazionale d'arte di Roma.

### La svolta
Dal 1950 Gazzera abbandona la pittura a emulsione e si dedica esclusivamente alla pittura oleoresinosa e alla tecnica mista: nascono i "fiori giganti". Poi la produzione si evolve, i fiori giganti diventano fiori volanti e infine passano a sostituire i volti umani, rappresentando le emozioni.
È l'anno in cui partecipa all'Antibiennale di Venezia insieme a Giorgio de Chirico, con il quale inizia un lungo scambio personale e artistico.

### La maturità artistica
Dagli Anni 1970 Gazzera inizia anche a ritrarre manichini, medaglie, motociclette e paesaggi della Costa Azzurra. Diviene famoso anche come ritrattista: posano per lui, tra gli altri, Papa Paolo VI, Carolina di Monaco, Ludwig Erhard, Virginia Mondadori, René Clair, Cesare Zavattini, Grigori Chukraj, Herbert Marcuse, Danny Kaye, Paolo Stoppa e Memo Benassi.
Gli anni seguenti espone in numerose località europee; l'ultima personale è del 1984, nei saloni di Palazzo Graneri a Torino, allestita dalla Provincia di Torino in concomitanza con i XV Stati Generali dei Comuni d'Europa.
Romano Gazzera è stato anche critico d’arte e saggista. Ha pubblicato due romanzi autobiografici: "Una vita per un fiore", edito nel 1974 da Bolaffi Arte, e "La rosa di Clarissa", edito dal gruppo Mediolanum.
L'artista muore nel suo studio in Piazza Vittorio a Torino, ora sede della fondazione istituita dalla seconda moglie Clara Ronco, che Gazzera considerava sua musa ispiratrice e ritraeva come una rosa gigante.